# NGC 442
NGC 442 је лентикуларна галаксија у сазвежђу Кит која се налази на NGC листи објеката дубоког неба.
Деклинација објекта је - 1° 1' 14" а ректасцензија 1h 14m 38,6s. Привидна величина (магнитуда) објекта NGC 442 износи 13,6 а фотографска магнитуда 14,5. NGC 442 је још познат и под ознакама UGC 789, MCG 0-4-54, CGCG 385-41, IRAS 01121-0116, PRC C-9, near 38 Cet, PGC 4484.